# Wody reliktowe
Wody reliktowe (szczątkowe, kopalne, pogrzebane, ang. relic water, brines) – wody podziemne powstałe dawno, odizolowane od późniejszych czynników zewnętrznych. Występują nieraz na dużych głębokościach. Pozostałości wód z minionych okresów geologicznych. Są to zwykle wody mineralne lub wysłodzone wody morskie.
Znajdują się poza strefą aktywnej wymiany i nie biorą udziału w globalnym obiegu wody. Są one nieodnawialne o stałej ilości, w przypadku eksploatacji ulegną całkowitemu wyczerpaniu. W zależności od stosunku wieku utworów geologicznych do wieku występujących w nich wód reliktowych wyróżnia się:
wody reliktowe sedymentacyjne (synsedymentacyjne)
wyłączenie tych wód z obiegu hydrologicznego nastąpiło w momencie tworzenia się osadów zawierających te wody, czyli ich wiek równy jest wiekowi skał. Są resztkami dawnych jezior lub morskich osadów dennych.
wody reliktowe infiltracyjne (paleoinfiltracyjne)
wyłączenie ich z obiegu nastąpiło dużo później niż powstanie utworów, w których się obecnie znajdują. Są to wody atmosferyczne lub powierzchniowe.